# Giancarlo Polidori
Giancarlo Polidori (Sassoferrato, Marques, 30 d'octubre de 1943) és un ciclista italià, ja retirat, que fou professional entre 1966 i 1976. Conegut com el Leone di Sassoferrato, els seus principals èxits foren una victòria d'etapa al Giro d'Itàlia de 1969, edició on vestí el mallot rosa durant set etapes. Al Tour de França de 1967 vestí el mallot groc durant una etapa.

## Palmarès
- 1965
  -  Campió d'Itàlia amateur
  - 1r a la Targa Crocifisso
- 1968
  - 1r al Giro del Lazio
- 1969
  - Vencedor d'una etapa de la Tirrena-Adriàtica
  - Vencedor d'una etapa del Giro d'Itàlia
- 1970
  - 1r al GP Montelupo
- 1971
  - 1r al Giro del Veneto
  - 1r al Giro de Toscana
  - 1r al Tre Valli Varesine
  - Vencedor d'una etapa de la Tirrena-Adriàtica
- 1972
  - 1r a la Sàsser-Càller
  - Vencedor d'una etapa del Tour de Romandia
  - Vencedor de 2 etapes de la Volta a Suïssa
- 1973
  - 1r al Giro dell'Umbria
  - Vencedor d'una etapa del Tour de Romandia
- 1974
  - 1r a la Sàsser-Càller
  - 1r al GP Industria a Belmonte-Piceno

### Resultats al Giro d'Itàlia
- 1966. Abandona
- 1967. 30è de la classificació general
- 1968. 42è de la classificació general
- 1969. 31è de la classificació general. Vencedor d'una etapa.  Porta la maglia rosa durant 7 etapes
- 1970. 29è de la classificació general
- 1971. 18è de la classificació general
- 1972. 58è de la classificació general
- 1973. 62è de la classificació general
- 1974. Abandona (20a etapa)
- 1975. 36è de la classificació general
- 1976. 79è de la classificació general

### Resultats al Tour de França
- 1967. 22è de la classificació general.  Porta el mallot groc durant 1 etapa
- 1969. Abandona (17a etapa)
- 1970. 73è de la classificació general